# Amherst (Új-Skócia)
Amherst kisváros Kanada Új-Skócia tartományában. Lakosainak száma 9413 fő (2016). Amherst Fort Lawrence községgel határos.

## Nevezetes személyek
- Willard Boyle, Nobel-díjas tudós
- Alfred Paul Rogers, amerikai fogorvos
- Roger Stuart Bacon, politikus
- Bill Casey, politikus
- Edward Barron Chandler, politikus
- Robert C. Coates, politikus
- Alex Colville, festő
- George Barton Cutten, egyetemi elnök
- Mac Davis, NHL-játékos
- Robert Barry Dickey, politikus
- Leslie Feist, zenész
- Sandy Goss, olimpikon
- Rocky Johnson, professzionális pankrátor, WWE Hall of Fame-tag, Dwayne Johnson édesapja
- Jonathan McCully, politikus
- Willard M. Mitchell, művész, építész
- James Pearson Newcomb, Texas államtitkára
- William Thomas Pipes, politikus
- Edgar Nelson Rhodes, politikus
- Bill Riley
- Feist, énekesnő

## Fordítás
Ez a szócikk részben vagy egészben  az   Amherst, Nova Scotia című angol Wikipédia-szócikk fordításán alapul.  Az eredeti cikk szerkesztőit annak laptörténete sorolja fel. Ez a jelzés csupán a megfogalmazás eredetét és a szerzői jogokat jelzi, nem szolgál a cikkben szereplő információk forrásmegjelöléseként.